# Comté de la Snowy River
Le comté de la Snowy River (en anglais : Snowy River Shire) est une ancienne zone d'administration locale située dans l'État de Nouvelle-Galles du Sud en Australie. 
Il était traversé par la Snowy River à laquelle il devait son nom.
Il comprenait les villes de Berridale et Jindabyne, ainsi que les villages d'Adaminaby, Anglers Reach et Dalgety, la ville fantôme de Kiandra et les stations de ski de Thredbo, Perisher, Charlotte Pass et Selwyn Snowfields.
Le 12 mai 2016, il est supprimé et fusionne avec les comtés de Bombala et de Cooma-Monaro pour former la nouvelle zone d'administration locale de la région de Snowy Monaro.